# Voglajna, Šentjur
Voglajna je naselje v Občini Šentjur ob reki Voglajni.
V kraju med drugim stoji kokošja farma podjetja Meja Šentjur.